# Ludger Pistor

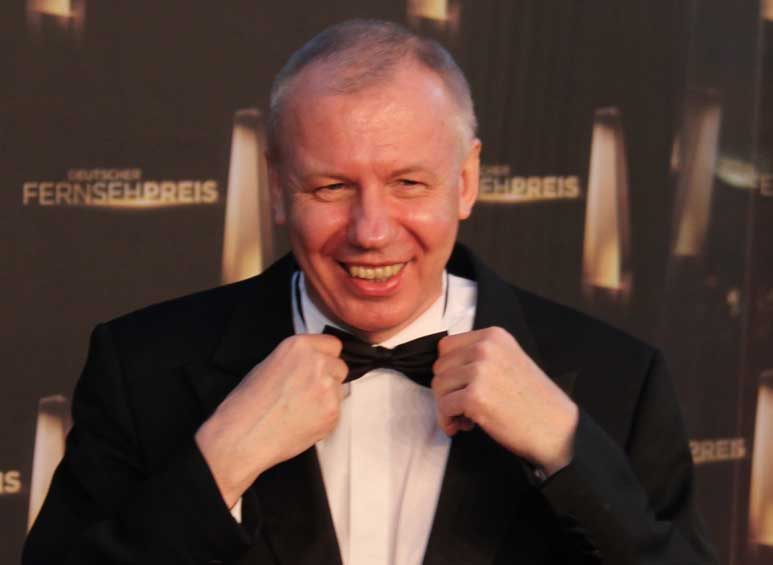
Ludger Pistor, 2012

 Ludger Pistor  est un acteur allemand, né le 16 mars 1959 à Recklinghausen (Allemagne).
Il a étudié au Max-Reinhardt-Seminar à Vienne (Autriche) et ensuite au Herbert-Berghof-Studio à New York pendant deux ans. 
Il est connu pour avoir tenu le rôle de Klaus Krapp, dans la série allemande Balko. Il a également interprété le rôle du banquier suisse Mendel dans le film de James Bond, Casino Royale en 2006.

## Filmographie sélective
- 1986 : Le Nom de la rose
- 1987 : Didi der Experte
- 1988 : Tatort – Moltke
- 1990 : Werner – Beinhart! (de)
- 1991 : Attention, Papa arrive ! (de)
- 1993 : La liste de Schindler
- 1993 : Texas – Doc Snyder hält die Welt in Atem
- 1995–2003 : Balko
- 1998 : Helden in Tirol
- 1998 : Cours, Lola, cours !
- 2000 : La Princesse et le Guerrier
- 2005 : Erkan & Stefan in Der Tod kommt krass
- 2005–2006 : Pauvres Millionnaires (Série télévisée allemande)
- 2006 : Goldene Zeiten
- 2006 : Casino Royale
- 2009 : Inglourious Basterds
- 2009 : The Informant! de Steven Soderbergh
- 2011 : X-Men : Le Commencement (X-Men: First Class) de Matthew Vaughn
- 2012 : Ma mère est un robot (Mich gibt's nur zweimal) (TV)
- 2013 : Le Cinquième Pouvoir (The Fifth Estate)